# 雪の華15周年記念ベスト盤「BIBLE」
『雪の華15周年記念ベスト盤 ｢BIBLE｣』（ゆきのはな じゅうごしゅうねんきねんベストばん バイブル）は、中島美嘉のベスト・アルバムである。2019年1月29日にソニー・ミュージックアソシエイテッドレコーズよりリリースされた。

## 解説
ベストアルバムとしては、『TEARS』『DEARS』以来約4年3ヶ月振りのリリースとなる。2003年に発表された中島美嘉のシングル「雪の華」の発売15周年を記念してリリースされる、初の企画ベスト・アルバム。
ディスクは自身初の3枚組であり、あなたの恋を応援する胸キュンバラード「自分が心から信じた人になら裏切られてもいい。」をテーマにした通称；「ラブ盤 〜Voice of Love〜」、傷ついた心に寄り添う悲しくて優しい歌「頑張ってと背中を押すより、私も同じだよって痛みが分かる人でありたい。」をテーマにした通称；「ナミダ盤 〜Cry In The Night〜」、自分磨きが楽しくなる女子力UPナンバー「コンプレックスがあればあるほど綺麗になれる」をテーマにした通称；「キレイ盤 〜Life Is Beautiful〜」と3つのテーマ毎に選曲された全44曲が収録されている。このうち、「雪の華」もそれぞれ全く異なったアレンジによってテーマ別のディスクに収録されている。また、完全未発表曲である「電光石火之間」「夜が明ける前に」、配信限定としてリリースされた「彩恋〜SAI_REN〜」といった新曲が収録。
DVD及びBlu-rayには、2017年10月より開催された全国ツアー「MIKA NAKASHIMA FULL COURSE TOUR 2017〜YOU WON'T LOSE〜」の模様を収録。

## 収録曲

### Disc1「ラブ盤 〜Voice of Love〜」
1. 雪の華
10thシングル
この企画アルバム発売のきっかけとなった曲。
明治製菓「boda」「galbo」のCMソング。
2019年公開の同名実写版映画主題歌。
2. WILL
5thシングル。
関西テレビ・フジテレビ系ドラマ『天体観測』主題歌。
3. 彩恋 〜SAI_REN〜
配信限定シングル
アルバム初収録。読みは、『さいれん』である[2]。
後にリリース予定のオリジナルアルバム『JOKER』にも再収録。
フジテレビ系列木曜劇場枠夜10時ドラマ『黄昏流星群』挿入歌。
4. 初恋
36thシングル。
映画『今日、恋をはじめます』のテーマソング。
5. 愛してる
6thシングル。
6. 愛の歌
40thシングル「花束」のカップリング。
TBS系金曜ドラマ『表参道高校合唱部!』劇中歌・挿入歌。
7. 恋をする
42ndシングル。
DHC「F1スキンケア」CMソング。
8. KISS OF DEATH (Produced by HYDE)
44thシングル。
中島の代表曲の1つでもある"GLAMOROUS SKY"を手掛けたHYDE (L'Arc〜en〜Ciel)プロデュースによる楽曲。共作はおよそ12年振りであり、アルバム初収録。後にリリース予定オリジナルアルバム『JOKER』にも再収録。
TOKYO MX TVアニメ『ダーリン・イン・ザ・フランキス』オープニング曲。
9. Love Addict
7thシングル。
カネボウ化粧品「KATE」CMソング。
10. LOVE NO CRY
2ndアルバム『LØVE』収録曲。
11. A or B
43rdシングル。
アルバム初収録。後にリリース予定のオリジナルアルバム『JOKER』にも再収録。
12. ALWAYS
28thシングル。
アスミック・エースエンタテインメント配給映画『サヨナライツカ』主題歌。
13. あなたがいるから
5thアルバム『VOICE』収録曲。
ケータイ小説サイト「魔法のiらんど」タイアップ曲。
14. 花束
40thシングル。玉置浩二が手掛けた楽曲。
フジテレビ系連続ドラマ『オトナ女子』主題歌。
15. 夜が明ける前に
新曲。
後にリリース予定のオリジナルアルバム『JOKER』にも再収録。

### Disc2「ナミダ盤 〜Crying In The Night〜」
1. 雪の華 Piano & Voice Style
10thシングルの新録音。
音源はセルフカバーアルバム『PORTRAIT 〜Piano & Voice〜』に収録されていたものである。
2. ORION
27thシングル。
TBS系ドラマ『流星の絆』挿入歌
3. Forget Me Not
41stシングル。
映画『ボクの妻と結婚してください。』主題歌。
4. メロディー
カバーアルバム『ROOTS 〜Piano & Voice〜』に収録されていた玉置浩二のカバー楽曲。
TBS系バラエティー番組『ひるおび!』エンディングテーマ。
5. 桜色舞うころ
14thシングル。
初の桜ソングとして定着している。
6. Dear
33rdシングル。
松竹配給映画「八日目の蝉」主題歌。
7. 僕が死のうと思ったのは
38thシングル。
秋田ひろむ (amazarashi)が手掛けた楽曲。
8. ひろ
カバーアルバム『ROOTS 〜Piano & Voice〜』に収録されているamazarashiのカバー楽曲。
9. Alone
CD+書籍『SONGBOOK「あまのじゃく」』及び、8thアルバム『TOUGH』収録曲。
10. ピアス
7thアルバム『REAL』収録曲。
11. 明日世界が終わるなら
35thシングル。
自身出演（アンデッド役）映画『バイオハザードV リトリビューション』日本版主題歌。
12. 声
5thアルバム『VOICE』収録曲。
13. 電光石火之間
新曲。
14. ひとり
3rdアルバム『MUSIC』、後にリカットとして15thシングルにて発売。

### Disc3「キレイ盤 〜Life Is Beautiful〜」
1. 雪の華 Reggae Disco Rockers 2018 Relaxin'mix
  - 10thシングル最新のリミックスで、2018年10月10日に、先行配信された[3]。
2. STARS
  - 1stシングル。デビュー作でありながら、最大の売上げを記録した楽曲である。
  - 自身初のドラマ出世作となった関西テレビ・フジテレビ系ドラマ『傷だらけのラブソング』主題歌。
3. 一番綺麗な私を
  - 29thシングル。
  - TBS系ドラマ『うぬぼれ刑事』挿入歌。
4. LIFE
  - 21stシングル。
  - フジテレビ系ドラマ『ライフ』主題歌。
5. GLAMOROUS SKY
  - 「NANA starring MIKA NAKASHIMA」名義でリリースされたシングル。
  - 矢沢あい脚本による自身出演映画『NANA』主題歌。
6. Fighter
  - 「中島美嘉 × 加藤ミリヤ」名義でリリースされたシングル収録の1曲目。
  - ソニー・ピクチャーズ エンタテインメント配給映画『アメイジング・スパイダーマン2』日本語吹き替え版テーマソング
7. Over Load
  - 25thシングル。
  - ユニリーバ・ジャパン「リプトン リモーネ」CMソング。
8. TOUGH
  - 8thアルバム『TOUGH』収録曲。
9. ALL HANDS TOGETHER
  - 18thシングル。
10. Happy Life
  - 「中島美嘉 × Salyu」名義で、小林武史プロデュースによるコラボ曲。配信限定としてリリースされ、後に43rdシングル「A or B」のカップリング曲及び、オリジナルアルバム『JOKER』にも再収録。また、小林自身の企画アルバム『Takeshi Kobayashi meets Very Special Music Bloods』にも収録されている。
  - 東京メトロ「Find my tokyo.」キャンペーンCMソング。
11. Gift
  - 「中島美嘉 × 加藤ミリヤ」名義でリリースされたシングル収録の2曲目。
12. THE DIVIDING LINE
  - 4thアルバム『YES』収録曲。
13. FIND THE WAY
  - 9thシングル。
  - 毎日放送・TBS系アニメ『機動戦士ガンダムSEED』エンディングテーマ及び、『機動戦士ガンダムSEED スペシャルエディション完結編 鳴動の宇宙』主題歌。
14. LAST WALTZ
  - ミニアルバム『RESISTANCE』、2ndアルバム『LØVE』収録曲。
15. AMAZING GRACE (album version)
  - 2ndシングル「CRESCENT MOON」カップリング曲に収録されていた世界的に有名な同名のカバー曲。音源は1stアルバム『TRUE』に収録されていたアルバムバージョンで収録される。

### DVD・Blu-ray
| #   | タイトル                                                                          | 作詞 | 作曲・編曲 |
| --- | --------------------------------------------------------------------------------- | ---- | ---------- |
| 1.  | 「GLAMOROUS SKY」                                                                 |      |            |
| 2.  | 「一色」                                                                          |      |            |
| 3.  | 「雪の華」                                                                        |      |            |
| 4.  | 「Forget Me Not」                                                                 |      |            |
| 5.  | 「メドレー (ALWAYS〜ORION〜初恋〜WILL〜愛してる〜STARS)」                         |      |            |
| 6.  | 「Fighter」                                                                       |      |            |
| 7.  | 「TOUGH」                                                                         |      |            |
| 8.  | 「I DON'T KNOW」                                                                  |      |            |
| 9.  | 「BLOOD」                                                                         |      |            |
| 10. | 「LOVE IS ECSTASY」                                                               |      |            |
| 11. | 「蜘蛛の糸」                                                                      |      |            |
| 12. | 「明日世界が終わるなら」                                                          |      |            |
| 13. | 「声」                                                                            |      |            |
| 14. | 「僕が死のうと思ったのは」                                                        |      |            |
| 15. | 「恋をする」                                                                      |      |            |
| 16. | 「ベストフレンド」                                                                |      |            |
| 17. | 「A or B」                                                                        |      |            |
| 18. | 「メドレー (LIFE〜Over Load〜CANDY GIRL〜TRUE EYES〜CRESCENT MOON〜ONE SURVIVE)」 |      |            |
| 19. | 「ALL HANDS TOGETHER」                                                            |      |            |
| 20. | 「花束」                                                                          |      |            |
| 21. | 「メロディー」(ENCORE)                                                            |      |            |
| 22. | 「KISS OF DEATH(Produced by HYDE)」(ENCORE)                                       |      |            |
| 23. | 「JOY」(ENCORE)                                                                   |      |            |